# Balana
Balana (Ballana) é uma necrópole situada na margem esquerda do Nilo na Núbia Inferior, do lado oposto de Custul, perto da fronteira do Sudão. É o sítio modelo do Grupo-X (350–700), que durou do fim do Reino de Cuxe (785 a.C.–350 d.C.) à chegada do cristianismo. Muitos de seus sepultamentos distintivos, quase 200 dos quais foram escavados, continham evidência de sacrifício humano na forma de corpos de retentores sepultados junto aos dos chefes. Diferente de túmulos anteriores da elite cuxita, não sofreram com saques por estarem cobertos com areia. Situado a 15 quilômetros ao sul de Abul-Simbel, hoje o sítio está submerso no Lago Nasser.